# قائمة الدول والعواصم باللغات الأم

## A
| الدولة (اسم أجنبي) | العاصمة (اسم أجنبي) | الدولة (اسم محلي)                | العاصمة (اسم محلي)               | اللغات الرسمية أو الأم (الأبجدي / النصي)     |
| ------------------ | ------------------- | -------------------------------- | -------------------------------- | -------------------------------------------- |
| أبخازيا            | سوخومي              | Apsny Аҧсны Abkhaziya Абхазия    | Aqwa Аҟәа Sukhum Сухум           | أبخازية (نص ابخازي سيريلي) روسية (نص سيريلي) |
| أفغانستان          | كابل (مدينة)        | Afghanestan أفغانستان            | Kabul كابل                       | فارسية/بشتو (نص عربي)                        |
| ألبانيا            | تيرانا              | Shqipëria                        | Tiranë                           | ألبانية                                      |
| الجزائر            | Algiers             | Dzayer ⴷⵣⴰⵢⴻⵔ Al-Jazā'ir الجزائر | Dzayer ⴷⵣⴰⵢⴻⵔ Al-Jazā'ir الجزائر | لغة بربرية (نص تيفيناغ) لغة عربية (نص عربي)  |
| ساموا الأمريكية    | باغو باغو           | Amerika Sāmoa American Samoa     | Pago Pago                        | اللغة ساموا إنجليزية                         |
| أندورا             | أندورا لا فيلا      | Andorra                          | Andorra la Vella                 | كاتالانية                                    |
| أنغولا             | لواندا              | Angola                           | Luanda                           | برتغالية                                     |
| أنغويلا            | ذا فالي             | Anguilla                         | The Valley                       | إنجليزية                                     |
| أنتيغوا وباربودا   | Saint John's        | Antigua and Barbuda              | St. John's                       | إنجليزية                                     |
| الأرجنتين          | بوينس آيرس          | Argentina                        | Buenos Aires                     | إسبانية                                      |
| أرمينيا            | يريفان              | Hayastán Հայաստան                | Yerevan Երեվան                   | أرمنية (نص أرمني)                            |
| أروبا              | Oranjestad          | Aruba                            | Oranjestad                       | هولندية                                      |
| أستراليا           | كانبرا              | Australia                        | Canberra                         | إنجليزية/ لغات السكان الاصليين               |
| النمسا             | فيينا               | Österreich                       | Wien                             | ألمانية                                      |
| أذربيجان           | باكو                | Azərbaycan                       | Bakı                             | أذربيجانية (نص لاتینی)                       |

## B
| الدولة (اسم أجنبي)       | العاصمة (اسم أجنبي)  | الدولة (اسم محلي)                                               | العاصمة (اسم محلي)                             | اللغات الرسمية أو الأم (الأبجدي / النصي)                                              |
| ------------------------ | -------------------- | --------------------------------------------------------------- | ---------------------------------------------- | ------------------------------------------------------------------------------------- |
| البهاما                  | Nassau               | The Bahamas                                                     | Nassau                                         | إنجليزية                                                                              |
| البحرين                  | المنامة              | Al-Baḥrayn البحرين                                              | Al-Manāmah المنامة                             | عربية (نص عربي)                                                                       |
| بنغلاديش                 | دكا                  | Bangladesh বাংলাদেশ                                                 | Ḍhaka ঢাকা                                       | بنغالية (نص بنغالي)                                                                   |
| باربادوس                 | بريدج تاون           | Barbados                                                        | Bridgetown                                     | إنجليزية                                                                              |
| بيلاروس                  | مينسك                | Belarus’ Беларусь Biełaruś Belorussiya or Belorussiâ Белоруссия | Minsk (Mensk) Мінск (Менск) Miensk Minsk Минск | بيلاروسية (نموذج قديم) (نص سيريلي) (الأبجدية اللاتينية البيلاروسية) روسية (نص سيريلي) |
| بلجيكا                   | إقليم بروكسل العاصمة | België Belgique Belgien                                         | Brussel Bruxelles Brüssel                      | هولندية فرنسية ألمانية                                                                |
| بليز                     | بلموبان              |                                                                 |                                                | إنجليزية                                                                              |
| بنين                     | بورتو نوفو           | Bénin                                                           | Porto-Novo                                     | فرنسية                                                                                |
| جزر برمودا               | Hamilton             |                                                                 |                                                | إنجليزية                                                                              |
| بوتان                    | تيمفو                | Druk Yul འབྲུག་ཡུལ                                                 | Thimphu ཐིམ་ཕུ                                   | دزونغا                                                                                |
| بوليفيا                  | La Paz               | Bolivia Buliwya Wuliwya Volívia                                 | La Paz Chuqiyapu La Paz                        | إسبانية الكيتشوا الأيمارا غوارانية                                                    |
| البوسنة والهرسك          | ساراييفو             | Bosna i Hercegovina Босна и Херцеговина                         | Sarajevo Сарајево                              | بوسنية، صربية، كرواتية (نص سيريلي)                                                    |
| بوتسوانا                 | جابورون              |                                                                 |                                                | إنجليزية                                                                              |
| البرازيل                 | برازيليا             | Brasil                                                          | Brasília                                       | برتغالية                                                                              |
| الجزر العذراء البريطانية | رود تاون             |                                                                 |                                                | إنجليزية                                                                              |
| بروناي                   | بندر سري بكاوان      | Brunei بروني                                                    | Bandar Seri Begawan or Bandar باندر سري بڬاون  | ماليزية (نص جاوي)                                                                     |
| بلغاريا                  | صوفيا                | Bulgariya or Bălgarija България                                 | Sofiya or Sofija София                         | بلغارية (نص سيريلي)                                                                   |
| بوركينا فاسو             | واغادوغو             |                                                                 |                                                | فرنسية                                                                                |
| بورما                    | نايبيداو             | Myanmar မြန်မာ                                                     | Nay Pyi Taw နေပြည်တော်                               | بورمية (نص بورمي)                                                                     |
| بوروندي                  | بوجومبورا            |                                                                 |                                                | لغة كيروندية، فرنسية                                                                  |

## C
| الدولة (اسم أجنبي)                 | العاصمة (اسم أجنبي) | الدولة (اسم محلي)                                          | العاصمة (اسم محلي)        | اللغات الرسمية أو الأم (الأبجدي / النصي)        |
| ---------------------------------- | ------------------- | ---------------------------------------------------------- | ------------------------- | ----------------------------------------------- |
| كمبوديا                            | بنوم بنه            | Kampuchea កម្ពុជា                                             | Phnom Penh ភ្នំពេញ           | لغة الحمر ខ្មែរ                                   |
| الكاميرون                          | ياوندي              | Cameroun الكاميرون                                         | Yaoundé                   | فرنسية إنجليزية                                 |
| كندا                               | أوتاوا              |                                                            |                           | إنجليزية فرنسية لغات السكان الأصليين للأمريكتين |
| الرأس الأخضر                       | برايا               | Cabo Verde                                                 | Praia                     | برتغالية                                        |
| جزر كايمان                         | جورج تاون           |                                                            |                           | إنجليزية                                        |
| جمهورية أفريقيا الوسطى             | بانغي               | République Centrafricaine Ködörösêse tî Bêafrîka           | Bangui Bangî              | فرنسية سانغو                                    |
| تشاد                               | انجمينا             | Tتشاد Tšād تشاد                                            | Ndjamena Nijāmīnā نجامينا | فرنسية عربية (نص عربي)                          |
| تشيلي                              | سانتياغو            |                                                            |                           | إسبانية                                         |
| الصين (People's Republic of China) | بكين                | Zhōngguó (Zhōnghuá Rénmín Gònghéguó) 中国 (中华人民共和国) | Běijīng 北京              | الماندرين الصينية (الصينية المبسطةs)            |
| جزيرة عيد الميلاد                  | فلاينغ فيش كوف      |                                                            |                           | إنجليزية                                        |
| Cocos Islands                      | West Island         |                                                            |                           | إنجليزية                                        |
| كولومبيا                           | بوغوتا              |                                                            |                           | إسبانية                                         |
| جزر القمر                          | موروني              | Komori Juzur al-Qamar جزر القمر Comores                    | Moroni موروني Moroni      | لغة قمرية عربية (نص عربي) فرنسية                |
| جزر كوك                            | آواروآ              |                                                            |                           | إنجليزية                                        |
| كوستاريكا                          | San José            |                                                            |                           | إسبانية                                         |
| كوت ديفوار                         | ياموسوكرو           |                                                            |                           | فرنسية                                          |
| كرواتيا                            | زغرب                | Hrvatska                                                   | Zagreb                    | كرواتية                                         |
| كوبا                               | هافانا              | كوبا                                                       | La Habana                 | إسبانية                                         |
| قبرص                               | نيقوسيا             | Kypros Κύπρος Kıbrıs                                       | Lefkosia Λευκωσία Lefkoşa | يونانية (نص يوناني) تركية                       |
| التشيك                             | براغ                | Česká republika Česko                                      | Praha                     | تشيكية                                          |

## D
| الدولة (اسم أجنبي)          | العاصمة (اسم أجنبي) | الدولة (اسم محلي)                | العاصمة (اسم محلي) | اللغات الرسمية أو الأم (الأبجدي / النصي) |
| --------------------------- | ------------------- | -------------------------------- | ------------------ | ---------------------------------------- |
| جمهورية الكونغو الديمقراطية | كينشاسا             | République démocratique du Congo | Kinshasa           | فرنسية                                   |
| الدنمارك                    | كوبنهاغن            | Danmark                          | København          | دنمارکية                                 |
| جيبوتي                      | جيبوتي              | Jībūtī جيبوتي                    | Jībūtī جيبوتي      | عربية (نص عربي) فرنسية                   |
| دومينيكا                    | روسو                |                                  |                    | إنجليزية                                 |
| جمهورية الدومينيكان         | سانتو دومينغو       | República دومينيكاna             | Santo Domingo      | اسبانية                                  |

## E
| تيمور الشرقية    | ديلي        | Timor Lorosa'e Timor-Leste | Díli                      | لغة تيتومية برتغالية    |
| الإكوادور        | كيتو        |                            |                           | إسبانية                 |
| مصر              | القاهرة     | Misr or Masr مصر           | Al-Qāhirah القاهرة        | عربية (نص عربي)         |
| السلفادور        | سان سلفادور |                            |                           | إسبانية                 |
| غينيا الاستوائية | مالابو      | Guinea Ecuatorial          | Malabo                    | إسبانية                 |
| إريتريا          | أسمرة       | Iritriya إرتريا Erta ኤርትራ  | Asmaraa أسمرا Asmära አሥመራ | عربية (نص عربي) تغرينية |
| إستونيا          | تالين       | Eesti                      | Tallinn                   | إستونياn                |
| إثيوبيا          | أديس أبابا  | Ityop'ia ኢትዮጵያ             | Addis Abäba አዲስ አበ        | لغة أمهرية              |

## F
| الدولة (اسم أجنبي) | العاصمة (اسم أجنبي) | الدولة (اسم محلي)   | العاصمة (اسم محلي)   | اللغات الرسمية أو الأم (الأبجدي / النصي) |
| ------------------ | ------------------- | ------------------- | -------------------- | ---------------------------------------- |
| جزر فارو           | توشهافن             | Føroyar Færøerne    | Tórshavn Thorshavn   | فاروية دنمارکية                          |
| فيجي               | سوفا                | Fiji Viti फ़िजी        | Suva                 | إنجليزية فيجية فيجي هندي                 |
| فنلندا             | هلسنكي              | Suomi Finland       | Helsinki Helsingfors | فنلندية سويدية                           |
| فرنسا              | باريس               |                     |                      | فرنسية                                   |
| فرنسية Guiana      | كايين               | Guyane              | Cayenne              | فرنسية                                   |
| فرنسية Polynesia   | بابيتي              | Polynésie française | Papeete              | فرنسية                                   |

## G
| الدولة (اسم أجنبي)        | العاصمة (اسم أجنبي)       | الدولة (اسم محلي)             | العاصمة (اسم محلي)                | اللغات الرسمية أو الأم (الأبجدي / النصي)                  |
| ------------------------- | ------------------------- | ----------------------------- | --------------------------------- | --------------------------------------------------------- |
| الغابون                   | ليبرفيل                   |                               |                                   | فرنسية                                                    |
| غامبيا                    | بانجول                    |                               |                                   | إنجليزية                                                  |
| جورجيا                    | تفليس (جورجيا)            | Sak'art'velo საქართველო       | Tbilisi თბილისი                   | جورجية (نص جورجي)                                         |
| ألمانيا                   | برلين                     | Deutschland                   | Berlin                            | ألمانية                                                   |
| غانا                      | أكرا                      |                               |                                   | إنجليزية اکان اللهجة الفانتية لغة أكانية غانية دغباني Ewe |
| جبل طارق (منطقة حكم ذاتي) | جبل طارق (منطقة حكم ذاتي) |                               |                                   | إنجليزية                                                  |
| اليونان                   | أثينا                     | Hellas Ελλάς or Ellada Ελλάδα | Athinai Αθήναι or Athina Αθήνα    | اليونانية (نص يوناني)                                     |
| غرينلاند                  | نوك                       | Kalaallit Nunaat Grønland     | Nuuk Godthåb                      | لغة غرينلاندية دنمارکية                                   |
| غرينادا                   | سانت جورجز                |                               |                                   | إنجليزية                                                  |
| جوادلوب                   | باس-تير                   |                               |                                   | فرنسية                                                    |
| غوام                      | هاغاتنا                   |                               |                                   | إنجليزية                                                  |
| غواتيمالا                 | مدينة غواتيمالا           | Guatemala                     | La Nueva Guatemala de la Asunción | إسبانية                                                   |
| جيرنزي                    | سان بيتر بورت             |                               |                                   | إنجليزية                                                  |
| غينيا                     | كوناكري                   | Guinée Gine                   | Conakry Kɔnakiri Konakiri         | فرنسية اللغة المانينكية، Susu Pular                       |
| غينيا بيساو               | بيساو                     | Guiné-Bissau                  | Bissau                            | برتغالية                                                  |
| غيانا                     | جورج تاون                 |                               |                                   | إنجليزية                                                  |

## H
| الدولة (اسم أجنبي) | العاصمة (اسم أجنبي) | الدولة (اسم محلي) | العاصمة (اسم محلي)       | اللغات الرسمية أو الأم (الأبجدي / النصي) |
| ------------------ | ------------------- | ----------------- | ------------------------ | ---------------------------------------- |
| هايتي              | بورت أو برانس       | Haïti Ayiti       | Port-au-Prince Pòtoprens | فرنسية Haitian Creole                    |
| هندوراس            | تيجوسيجالبا         |                   |                          | إسبانية                                  |
| المجر              | بودابست             | Magyarország      | Budapest                 | المجر                                    |

## I
| الدولة (اسم أجنبي)  | العاصمة (اسم أجنبي) | الدولة (اسم محلي) | العاصمة (اسم محلي) | اللغات الرسمية أو الأم (الأبجدي / النصي) |
| ------------------- | ------------------- | --- | --- | --- |
| آيسلندا             | ريكيافيك            | Ísland | Reykjavík | آيسلندا |
| الهند               | نيودلهي             | Bharôt ভাৰত Bharot ভারত India Bhārat ભારત Bhārat, Hindustān भारत, हिंदुस्तान Bhārata ಭಾರತ Hindōstān ہندوستان Bhārat भारत Inḍya, Bhāratam ഇന്ത്യ, ഭാരതം Bhārat भारत Bhārat भारत Bharôtô ଭାରତ Bhārat, Hindustān ਭਾਰਤ, ਹਿੰਦੁਸਤਾਨ Bhāratam भारतम् Bhāratu, Hindustānu ڀارت، هندستان Indiyā, Bārata இந்தியா, பாரத Bhāratadēsham భారత దేశం Hindostān, Bhārat ہندوستان، بھارت | Nôtun Dilli নয়া দিল্লী Nôea Dilli নয়া দিল্লী New Delhi Navī Dilhī નવી દિલ્હી Naī Dillī नई दिल्ली Nava Dehali ನವ ದೆಹಲಿ Dilī دِلى Navī Dillī नवी दिल्ली Nyūḍalhi ന്യൂഡല്ഹി Navī Dillī नवी दिल्ली Nūadillī ନୂଆଦିଲ୍ଲୀ Navīñ Dillī ਨਵੀਂ ਦਿੱਲੀ Nava Dehalī दिल्ली Naīñ Dihlī نئين دهلي Puduḍilli புதுடில்லி Krothha ḍhillī క్రొత్త ఢిల్లీ Naī Dĕhlī, Naī Dillī نئی دہلی، نئی دلی | لغة آسامية (كتابة أسامية) البنغال (كتابة بنغالية) إنجليزية Gujarati (Gujarāti script) Hindi (نص ديفاناغاري) Kannada (Kannada script) Kashmiri (نص عربي) Konkani (نص ديفاناغاري) Malayalam (Malayalam script) Marathi (نص ديفاناغاري) نيبال (نص ديفاناغاري) Oriya (Oriya script) Panjabi (أبجدية كرمكهية) Sanskrit نص ديفاناغاري لغة سندية (لغة سندية) Tamil (Tamil script) Telugu (Telugu script) أردو (نص عربي) |
| إندونيسيا           | جاكارتا             | Indonesia | Jakarta | Bahasa Indonesia |
| إيران               | طهران               | Īrān ایران | Tehrān تهران | فارسية (نص عربي) |
| العراق              | بغداد               | Al-'Iraq العراق Îraq | Baghdad بغداد Bexda | عربية (نص عربي) لغة كردية |
| أيرلندا             | دبلن                | Éire Ireland | Baile Átha Cliath Dublin | جمهورية أيرلندا إنجليزية |
| جزيرة مان           | دوغلاس              | Isle of Man Ellan Vannin | Douglas Doolish | إنجليزية Manx |
| الاحتلال الإسرائيلي | تل ابيب             | yisrael ישראל Isrā'īl إسرائيل | Yerushalayim יְרוּשָׁלַיִם Ûrshalîm أورشليم | لغة عبرية (كتابة عبرية) عربية (عربية alphabet) |
| إيطاليا             | روما                | Italia | Roma | إيطاليا |

## J
| الدولة (اسم أجنبي) | العاصمة (اسم أجنبي) | الدولة (اسم محلي)    | العاصمة (اسم محلي)                  | اللغات الرسمية أو الأم (الأبجدي / النصي) |
| ------------------ | ------------------- | -------------------- | ----------------------------------- | ---------------------------------------- |
| جامايكا            | Kingston            |                      |                                     | إنجليزية                                 |
| اليابان            | طوكيو               | Nippon or Nihon 日本 | Tōkyō 東京                          | اليابان (كانجي)                          |
| جيرزي              | ساينت هيلير         | Jersey Jèrri         | St. Helier Saint Hélier Saint Hélyi | إنجليزية فرنسية جيرزية (لغة)             |
| الأردن             | عمان (مدينة)        | Al-’Urdun الأردن     | ‘Ammān عمان                         | عربية (نص عربي)                          |

## K
| الدولة (اسم أجنبي) | العاصمة (اسم أجنبي) | الدولة (اسم محلي)                                  | العاصمة (اسم محلي)                        | اللغات الرسمية أو الأم (الأبجدي / النصي)            |
| ------------------ | ------------------- | -------------------------------------------------- | ----------------------------------------- | --------------------------------------------------- |
| كازاخستان          | أستانا              | Qazaqstan Қазақстан قازاقستان Kazakhstán Казахстан | Astana Астана استانا قالاسى Astana Астана | لغة قازاقية (نص سيريلي) (نص عربي) روسية (نص سيريلي) |
| كينيا              | نيروبي              |                                                    |                                           | إنجليزية، لغة سواحلية                               |
| كيريباتي           | تاراوا              |                                                    |                                           | إنجليزية، لغة كيريباتية                             |
| جمهورية كوسوفو     | بريشتينا            | Kosova, Косово                                     | Prishtinë, Приштина (Priština)            | ألبانيا، صربيا (ألفبائية لاتينية، Cyrillic)         |
| الكويت             | مدينة الكويت        | Al-Kuwayt الكويت                                   | Al-Kuwayt الكويت                          | عربية (نص عربي)                                     |
| قيرغيزستان         | بيشكك               | Kyrgyzstan Кыргызстан Kirgizija Киргизия           | Bishkek Бишкек Bishkek Бишкек             | قيرغيز (نص سيريلي) روسية (نص سيريلي)                |

## L
| الدولة (اسم أجنبي) | العاصمة (اسم أجنبي) | الدولة (اسم محلي)               | العاصمة (اسم محلي)               | اللغات الرسمية أو الأم (الأبجدي / النصي) |
| ------------------ | ------------------- | ------------------------------- | -------------------------------- | ---------------------------------------- |
| لاوس               | فيينتيان            | Lao ປະເທດລາວ                    | Vientiane or Vieng Chan ວຽງຈັນ    | لاوية نص لاوي                            |
| لاتفيا             | ريغا                | Latvija                         | Rīga                             | لاتيفية                                  |
| لبنان              | بيروت               | Lubnān لبنان                    | Bayrūt بيروت                     | عربية (نص عربي)                          |
| ليسوتو             | ماسيرو              |                                 |                                  | سيسوثية، إنجليزية                        |
| ليبيريا            | مونروفيا            |                                 |                                  | إنجليزية                                 |
| ليبيا              | طرابلس              | Libya ⵍⵉⴱⵢⴰ Lībiyā ليبيا        | Ṭrables ⵟⵔⴰⴱⵍⴻⵙ Tarabulus طرابلس | لغة بربرية (نص تيقيناغي) عربية (نص عربي) |
| ليختنشتاين         | فادوز               | Liechtenstein                   | Vaduz                            | ألمانية                                  |
| ليتوانيا           | فيلنيوس             | Lietuva                         | Vilnius                          | ليتوانية                                 |
| لوكسمبورغ          | لوكسمبورغ           | Lëtzebuerg Luxemburg Luxembourg | Lëtzebuerg Luxemburg Luxembourg  | لوكسمبورغية ألمانية فرنسية               |

## M
| الدولة (اسم أجنبي)        | العاصمة (اسم أجنبي) | الدولة (اسم محلي)                                   | العاصمة (اسم محلي)                                                  | اللغات الرسمية أو الأم (الأبجدي / النصي) |
| ------------------------- | ------------------- | --------------------------------------------------- | ------------------------------------------------------------------- | ---------------------------------------- |
| جمهورية مقدونيا           | سكوبيه              | Makedonija Македонија                               | Skopje Скопје                                                       | مقدونيا (نص سيريلي)                      |
| مدغشقر                    | أنتاناناريفو        | Madagasikara Madagascar                             | Antananarivo Antananarivo/Tananarive                                | مدغشقر فرنسية                            |
| مالاوي                    | ليلونغوي            |                                                     |                                                                     | إنجليزية، لغة الشيشيوا                   |
| ماليزيا                   | كوالالمبور          | Malaysia                                            | Kuala Lumpur                                                        | لغة ماليزية                              |
| جزر المالديف              | ماليه               | Dhivehi Raajje ދިވެހިރާއްޖެ                               | Malé މާލެ                                                             | Dhivehi (تانة)                           |
| مالي                      | باماكو              | Mali Mali                                           | Bamako Bamakɔ                                                       | فرنسية لغة بمبرية                        |
| مالطا                     | فاليتا              | Malta                                               | Valletta or Il-Belt Valletta                                        | مالطا                                    |
| جزر مارشال                | ماجورو              |                                                     |                                                                     | إنجليزية، Marshallese                    |
| مارتينيك                  | فور دو فرانس        |                                                     |                                                                     | فرنسية                                   |
| موريتانيا                 | نواكشوط             | Muritan / Agawec ⵎⵓⵔⵉⵜⴰⵏ / ⴰⴳⴰⵡⵛ mūritan موريتان    | Nwakcuṭ / anu ukcuḍ ⵏⵡⴰⴽⵛⵓⵟ / ⴰⵏⵓ ⵓⴽⵛⵓⴹ nwakšūṭ نواكشوط / أنو ؤكشوض | لغة أمازيغية (تيفيناغ) عربية (نص عربي)   |
| موريشيوس                  | بور لويس            | Maurice                                             | Port Louis                                                          | إنجليزية فرنسية                          |
| مايوت                     | مامودزو             | Mayotte                                             | Mamoudzou                                                           | فرنسية                                   |
| المكسيك                   | مدينة مكسيكو        | México                                              | Ciudad de México                                                    | إسبانية                                  |
| ولايات ميكرونيسيا المتحدة | باليكير             |                                                     |                                                                     | إنجليزية                                 |
| مولدوفا                   | Chișinău            | Moldova                                             | Chișinău                                                            | رومانيا                                  |
| موناكو                    |                     | Monaco                                              |                                                                     | فرنسية                                   |
| منغوليا                   | أولان باتور         | Mongol Uls Монгол Улс                               | Ulaanbaatar Улаанбаатар                                             | منغوليا (نص سيريلي)                      |
| الجبل الأسود              | بودغوريتسا          | Crna Gora Црна Гора                                 | Podgorica Подгорица                                                 | الجبل الأسود                             |
| مونتسرات                  | برادس               |                                                     |                                                                     | إنجليزية                                 |
| المغرب                    | الرباط (مدينة)      | Amerruk / Elmeɣrib ⴰⵎⵔⵔⵓⴽ / ⵍⵎⵖⵔⵉⴱ Al-maɣréb المغرب | Errbaṭ ⵔⵔⴱⴰⵟ Ar-ribaaṭ الرباط                                       | لغة أمازيغية (تيفيناغ) عربية (نص عربي)   |
| موزمبيق                   | مابوتو              | Moçambique                                          | Maputo                                                              | برتغالية                                 |

## N
| الدولة (اسم أجنبي)   | العاصمة (اسم أجنبي)     | الدولة (اسم محلي)                          | العاصمة (اسم محلي)                              | اللغات الرسمية أو الأم (الأبجدي / النصي)                      |
| -------------------- | ----------------------- | ------------------------------------------ | ----------------------------------------------- | ------------------------------------------------------------- |
| ناميبيا              | ويندهوك                 | Namibia                                    | Windhoek Windhuk Windhoek /Ae-//Gams Otjomuise  | إنجليزية ألمانية لغة أفريقانية لغة ناما هيريرو (لغة)          |
| ناورو                | مقاطعة يارين (de facto) | Nauru Naoero                               |                                                 | إنجليزية ناورو                                                |
| نيبال                | كاتماندو                | Nepāla नेपाल                                 | Kāṭhamāṇḍauṃ काठमाण्डौं Kāntipura कान्तिपुर Yen Dey येँ देय्‌ | نيبال ديفاناغاري                                              |
| هولندا               | أمستردام                | Nederland Nederlân                         | Amsterdam                                       | هولندا اللغة الفريزية الغربية                                 |
| كاليدونيا الجديدة    | نوميا                   | Nouvelle-Calédonie                         | Nouméa                                          | فرنسية                                                        |
| نيوزيلندا            | ويلينغتون               | New Zealand Aotearoa                       | Wellington Poneke/Te Whanganui-a-Tara           | إنجليزية Māori                                                |
| نيكاراغوا            | ماناغوا                 |                                            |                                                 | إسبانية                                                       |
| النيجر               | نيامي                   |                                            |                                                 | فرنسية                                                        |
| نيجيريا              | أبوجا                   |                                            |                                                 | إنجليزية، لغة هوسية، Igbo، لغة يوربا، Pidgin إنجليزية، Ibibio |
| نييوي                | الوفي                   | Niuē Niue                                  | Alofi                                           | لغة نييوية إنجليزية                                           |
| نورفولك (جزيرة)      | كينغستون                |                                            |                                                 | إنجليزية                                                      |
| كوريا الشمالية       | P'yŏngyang              | Chosŏn as called in NK 조선 / 朝鮮 Buk-han | P'yŏngyang 평양 / 平壌                          | كوريا (هانغل/هانجا)                                           |
| قبرص الشمالية        | شمال نيقوسيا            | Kuzey Kıbrıs                               | Kuzey Lefkoşa                                   | تركية                                                         |
| أيرلندا الشمالية     | بلفاست                  |                                            |                                                 | إنجليزية                                                      |
| جزر ماريانا الشمالية | سايبان                  |                                            |                                                 | إنجليزية                                                      |
| النرويج              | أوسلو                   | Norge Noreg                                | Oslo                                            | النرويج بوكمول النرويج ني نوشك                                |

## O
| الدولة (اسم أجنبي) | العاصمة (اسم أجنبي) | الدولة (اسم محلي) | العاصمة (اسم محلي) | اللغات الرسمية أو الأم (الأبجدي / النصي) |
| ------------------ | ------------------- | ----------------- | ------------------ | ---------------------------------------- |
| سلطنة عمان         | Muscat              | ‘Umān عُمان        | Masqaṭ مسقط        | عربية (نص عربي)                          |

## P
| الدولة (اسم أجنبي)  | العاصمة (اسم أجنبي)   | الدولة (اسم محلي)                                                                                 | العاصمة (اسم محلي)                                    | اللغات الرسمية أو الأم (الأبجدي / النصي) |
| ------------------- | --------------------- | ------------------------------------------------------------------------------------------------- | ----------------------------------------------------- | --- |
| باكستان             | إسلام آباد            | Pākistān پاکستان                                                                                  | Islāmabād إسلام‌اباد                                   | لغة أردوية، إنجليزية |
| بالاو               | ميلكيوك               | Belau                                                                                             | Ngerulmud                                             | إنجليزية، لغة بالاوية |
| دولة فلسطين         | رام الله وغزة         | Filastīn فلسطين                                                                                   | Rāmallāh, Ġazzah رام الله, غزة                        | عربية (نص عربي) |
| بنما                | مدينة بنما            | Panamá                                                                                            | Panamá                                                | إسبانية |
| بابوا غينيا الجديدة | بورت مورسبي           | Papua New Guinea Papua Niugini                                                                    | Port Moresby Pot Mosbi                                | إنجليزية لغة توك بيسين هيري موتو |
| باراغواي            | أسونسيون              | Paraguay Paraguái                                                                                 | Asunción Paraguay                                     | إسبانية غوارانية |
| بيرو                | ليما                  | Perú                                                                                              | Lima                                                  | إسبانية |
| الفلبين             | مانيلا                | Pilipinas Philippines Filipinas ᜉᜒᜎᜒᜉᜒᜈᜐ᜔ Filipinas Pilipinas Filipinas Pilipinas Filipinas Pilipinas | Maynila Manila ᜋᜈᜒᜎ Manila Menila Manila Menila Manila | الفلبين / Tagalog إنجليزية إسبانية (Tagalog script ‏) بيكول المركزية ‏ Bisaya اللغة السيبوانية لغة تشاباكانو لغة إيلوكانو لغة كابامبانجان Pangasinan Waray |
| جزر بيتكيرن         | آدمزتاون، جزر بيتكيرن |                                                                                                   |                                                       | إنجليزية |
| بولندا              | وارسو                 | Polska                                                                                            | Warszawa                                              | بولندا |
| البرتغال            | لشبونة                | Portugal                                                                                          | Lisboa                                                | برتغالية |
| بورتوريكو           | San Juan              |                                                                                                   |                                                       | اسبانية |

## Q
| الدولة (اسم أجنبي) | العاصمة (اسم أجنبي) | الدولة (اسم محلي) | العاصمة (اسم محلي) | اللغات الرسمية أو الأم (الأبجدي / النصي) |
| ------------------ | ------------------- | ----------------- | ------------------ | ---------------------------------------- |
| قطر                | الدوحة              | Qaṭar قطر         | Ad-Dawḥah الدوحة   | عربية (نص عربي)                          |

## R
| الدولة (اسم أجنبي) | العاصمة (اسم أجنبي) | الدولة (اسم محلي)         | العاصمة (اسم محلي) | اللغات الرسمية أو الأم (الأبجدي / النصي) |
| ------------------ | ------------------- | ------------------------- | ------------------ | ---------------------------------------- |
| جمهورية الكونغو    | برازافيل            | République du Congo       | Brazzaville        | فرنسية                                   |
| ريونيون            | سان ديني            | Réunion                   | Saint-Denis        | فرنسية                                   |
| رومانيا            | بوخارست             | România                   | București          | رومانيا                                  |
| روسيا              | موسكو               | Rossiya or Rossiâ Россия1 | Moskva Москва      | روسية (نص سيريلي)                        |
| رواندا             | كيغالي              |                           |                    | فرنسية، لغة كينيارواندا، إنجليزية        |

## S
| الدولة (اسم أجنبي)                    | العاصمة (اسم أجنبي)                                                                               | الدولة (اسم محلي) | العاصمة (اسم محلي)                                                                                   | اللغات الرسمية أو الأم (الأبجدي / النصي)                                                                           |
| ------------------------------------- | ------------------------------------------------------------------------------------------------- | --- | --- | --- |
| سان بيار وميكلون                      | سان بيير                                                                                          | Saint-Pierre et Miquelon | Saint-Pierre                                                                                         | فرنسية |
| سانت هيلينا وأسينشين وتريستان دا كونا | جيمس تاون (هيلينا)                                                                                | | | إنجليزية |
| سانت كيتس ونيفيس                      | باستير                                                                                            | | | إنجليزية |
| سانت لوسيا                            | كاستريس                                                                                           | | | إنجليزية |
| سانت فنسنت والجرينادين                | كينغستاون                                                                                         | | | إنجليزية |
| ساموا                                 | أبيا                                                                                              | | | إنجليزية ساموا |
| سان مارينو                            | سان مارينو المدينة                                                                                | | | إيطاليا |
| ساو توميه وبرينسيب                    | ساو توميه                                                                                         | São Tomé e Príncipe | São Tomé                                                                                             | برتغالية |
| السعودية                              | الرياض                                                                                            | Al-Mamlaka Al-‘Arabiyyah as Sa‘ūdiyyah المملكة العربية السعودية | Ar-Riyāḍ الرياض                                                                                      | عربية (نص عربي) |
| السنغال                               | داكار                                                                                             | Sénégal | Dakar                                                                                                | فرنسية |
| صربيا                                 | بلغراد                                                                                            | Srbija Србија | Beograd Београд                                                                                      | صربيا (نص سيريلي)                                                                                                  |
| سيشل                                  | فيكتوريا                                                                                          | Sesel Seychelles | Victoria or Port Victoria                                                                            | لغة كريولية سيشيلية فرنسية إنجليزية                                                                                |
| سيراليون                              | فريتاون                                                                                           | | | إنجليزية |
| سنغافورة                              | سنغافورة                                                                                          | Singapura Singapore Xīnjiāpō 新加坡 Singapur சிங்கப்பூர் | | Malay إنجليزية مندرين معيار (حروف صينية مبسطةs) Tamil (Tamil script)                                               |
| سلوفاكيا                              | براتيسلافا                                                                                        | Slovensko | Bratislava                                                                                           | سلوفاكيا |
| سلوفينيا                              | ليوبليانا                                                                                         | Slovenija | Ljubljana                                                                                            | سلوفينيا |
| جزر سليمان                            | هونيارا                                                                                           | Solomon Islands Solomon Aelan | Honiara Honiala                                                                                      | إنجليزية Neo-Solomonic                                                                                             |
| الصومال                               | مقديشو                                                                                            | Soomaaliya aş-Şūmāl الصومال | Muqdisho Maqadīshū مقديشو                                                                            | لغة صومالية عربية (نص عربي)                                                                                        |
| جنوب أفريقيا                          | بريتوريا (administrative العاصمة), كيب تاون (legislative العاصمة), بلومفونتين, (judicial العاصمة) | South Africa Suid-Afrika iNingizimu Afrika uMzantsi Afrika Afrika-Borwa Afrika Borwa Aforika Borwa Afurika Tshipembe Afrika Dzonga iNingizimu Afrika iSewula Afrika | Pretoria, Cape Town Pretoria, Kaapstad iPitoli, iKapa iPitoli, iKapa Pretoria Pitori iPitoli iPitori | إنجليزية لغة أفريقانية لغة زولوية isiXhosa Pedi لغة سوتية Tswana لغة فيندية لغة تسونجا لغة سوازي لغة نديبلي جنوبية |
| كوريا الجنوبية                        | سول                                                                                               | Hanguk as called in SK 한국 / 韓國 Nam-josŏn | Seoul 서울 / 漢城                                                                                    | كوريا (هانغل/هانجا)                                                                                                |
| جنوب السودان                          | جوبا                                                                                              | | | إنجليزية |
| أوسيتيا الجنوبية                      | تسخينفالي                                                                                         | Khussar Iryston Хуссар Ирыстон Samkhret Oseti სამხრეთი ოსეთი Южная Осетия Yuzhnaya Osetiya                                                                          | Chreba Чъреба Tskhinvali ცხინვალი Tskhinval Цхинвал                                                  | لغة أوسيتية جورجية روسية                                                                                           |
| إسبانيا                               | مدريد                                                                                             | España Espanya Espainia Espanha | Madrid Madril Madrid                                                                                 | إسبانية/Galician Catalan Basque لغة آرانية                                                                         |
| سريلانكا                              | كولمبو                                                                                            | Sri Lankā ශ්රී ලංකාව ஸ்ரீ லங்கா | colombo ශ්රී) ජයවර්ධනපුර කෝට්ටේ கொழும்பு                                                                        | Sinhala Tamil |
| السودان                               | الخرطوم                                                                                           | As-Sudan السودان | Al-Khartûm الخرطوم                                                                                   | عربية (نص عربي) |
| سورينام                               | باراماريبو                                                                                        | | | هولندا |
| سفالبارد                              | لونغياربيين                                                                                       | Svalbard | Longyearbyen                                                                                         | النرويج |
| سوازيلاند                             | مبابان                                                                                            | | | إنجليزية |
| السويد                                | ستوكهولم                                                                                          | Sverige | Stockholm                                                                                            | سويدية |
| سويسرا                                | برن (مدينة)                                                                                       | Schweiz Suisse Svizzera Svizra | Bern Berne Berna                                                                                     | ألمانية فرنسية إيطاليا Romansh                                                                                     |
| سوريا                                 | دمشق                                                                                              | Suriyah سورية | Dimashq / Ash-Sham الشام / دمشق                                                                      | عربية (نص عربي) |

## T
| الدولة (اسم أجنبي)         | العاصمة (اسم أجنبي)     | الدولة (اسم محلي)                                                                | العاصمة (اسم محلي)                           | اللغات الرسمية أو الأم (الأبجدي / النصي)  |
| -------------------------- | ----------------------- | -------------------------------------------------------------------------------- | -------------------------------------------- | ----------------------------------------- |
| تايوان (Republic of China) | تايبيه                  | Zhōnghuá Mínguó or Táiwan 中華民國 or 臺灣/台灣                                  | Táiběi 臺北/台北                             | الصين (حروف صينية تقليديةs)               |
| طاجيكستان                  | دوشنبه                  | Tojikistan Тоҷикистон                                                            | Dushanbe Душанбе                             | فارسي-طاجيكي (أبجدية كيريلية)             |
| تنزانيا                    | دودوما                  |                                                                                  |                                              | إنجليزية                                  |
| تايلاند                    | بانكوك                  | Mueang Thai, Prathet Thai, Ratcha-anachak Thai เมืองไทย, ประเทศไทย, ราชอาณาจักรไทย | Krung Thep Maha Nakhon กรุงเทพฯ, กรุงเทพมหานคร | تايلندية                                  |
| توغو                       | لومي                    |                                                                                  |                                              | فرنسية                                    |
| توكلو                      |                         |                                                                                  |                                              | إنجليزية                                  |
| تونغا                      | نوكو ألوفا              | Tonga                                                                            | نوكو ألوفا                                   | تونغان                                    |
| ترينيداد وتوباغو           | بورت أوف سبين           |                                                                                  |                                              | إنجليزية                                  |
| تونس                       | تونس (مدينة)            | Tunes ⵜⵓⵏⵙ Tūns تونس                                                             | Tunes ⵜⵓⵏⵙ Tūns تونس                         | لغة أمازيغية (نص تيفيناغ) عربية (نص عربي) |
| تركيا                      | أنقرة                   | Türkiye                                                                          | Ankara                                       | تركية                                     |
| تركمانستان                 | عشق آباد                | Türkmenistan                                                                     | Aşgabat                                      | تركمانية                                  |
| جزر توركس وكايكوس          | كوكبرن تاون             |                                                                                  |                                              | إنجليزية                                  |
| توفالو                     | Fongafale (in فونافوتي) |                                                                                  |                                              | إنجليزية                                  |

## U
| الدولة (اسم أجنبي)       | العاصمة (اسم أجنبي) | الدولة (اسم محلي)                                                                   | العاصمة (اسم محلي)                       | اللغات الرسمية أو الأم (الأبجدي / النصي)                |
| ------------------------ | ------------------- | ----------------------------------------------------------------------------------- | ---------------------------------------- | ------------------------------------------------------- |
| أوغندا                   | كامبالا             |                                                                                     |                                          | إنجليزية                                                |
| أوكرانيا                 | كييف                | Ukraїna Україна                                                                     | Kyїv Київ                                | أوكرانيا (نص سيريلي)                                    |
| الإمارات العربية المتحدة | أبوظبي              | Al-’Imārat Al-‘Arabiyyah Al-Muttaḥidah الإمارات العربيّة المتّحدة                     | ‘Abū ẓabī أبوظبي                         | عربية (نص عربي)                                         |
| المملكة المتحدة          | لندن                | United Kingdom Y Deyrnas Unedig Unitit Kinrick Rìoghachd Aonaichte Ríocht Aontaithe | London Llundain Lunnon Lunnainn Londain  | إنجليزية ويلز Scots لغة غيلية اسكتلندية جمهورية أيرلندا |
| الولايات المتحدة         | واشنطن العاصمة      | United States or America États-Unis or Amérique 'Amelika-hui-pu-'ia or 'Amelika-hui | Washington D.C. Wakinekona or Wasinetona | إنجليزية Cajun فرنسية Indigenous Hawaiian               |
| أوروغواي                 | مونتيفيديو          | República Oriental del Uruguay                                                      | Montevideo                               | إسبانية                                                 |
| أوزبكستان                | طشقند               | O‘zbekiston                                                                         | Toshkent                                 | أوزبك                                                   |

## V
| الدولة (اسم أجنبي)                  | العاصمة (اسم أجنبي) | الدولة (اسم محلي)  | العاصمة (اسم محلي) | اللغات الرسمية أو الأم (الأبجدي / النصي) |
| ----------------------------------- | ------------------- | ------------------ | ------------------ | ---------------------------------------- |
| فانواتو                             | بورت فيلا           | Vanuatu            | Port-Vila          | فرنسية                                   |
| الفاتيكان                           |                     | Città del Vaticano |                    | إيطاليا                                  |
| فنزويلا                             | كراكاس              |                    |                    | إسبانية                                  |
| فيتنام                              | هانوي               | Việt Nam           | Hà Nội             | فيتنام                                   |
| Virgin Islands of the United States | شارلوت أمالي        |                    |                    | إنجليزية                                 |

## W, Y, Z
| الدولة (اسم أجنبي) | العاصمة (اسم أجنبي) | الدولة (اسم محلي) | العاصمة (اسم محلي) | اللغات الرسمية أو الأم (الأبجدي / النصي) |
| ------------------ | ------------------- | ----------------- | ------------------ | ---------------------------------------- |
| والس وفوتونا       | ماتا-أوتو           | Wallis-et-Futuna  | Matâ'Utu           | فرنسية                                   |
| اليمن              | صنعاء               | Al-Yaman اليمن    | Ṣan‘ā’ صنعاء       | عربية (نص عربي)                          |
| زامبيا             | لوساكا              |                   |                    | إنجليزية                                 |
| زيمبابوي           | هراري               | DZIMBAHWE         | SUNSHINE CITY      | SHONA                                    |